# Adam Komorowski (zm. 1648)
Adam Komorowski herbu Korczak (zm. w 1648 roku) – sędzia ziemski bełski w latach 1640–1648, podsędek bełski w latach 1635–164.

## Życiorys
Poseł na sejm 1639 roku, sejm 1643 roku, sejm 1645 roku, sejm 1646 roku.